# Hyndla
Hyndla är i nordisk mytologi en jättinna eller völva som är omnämnd i Hyndluljóð (Hyndlas sång) i den poetiska Eddan. Hyndla beskyller Freja för att löpa ute med manfolk om nätterna. Hon hade även mycket god kunskap om gudars och hjältars släktförhållanden.

## Bilder

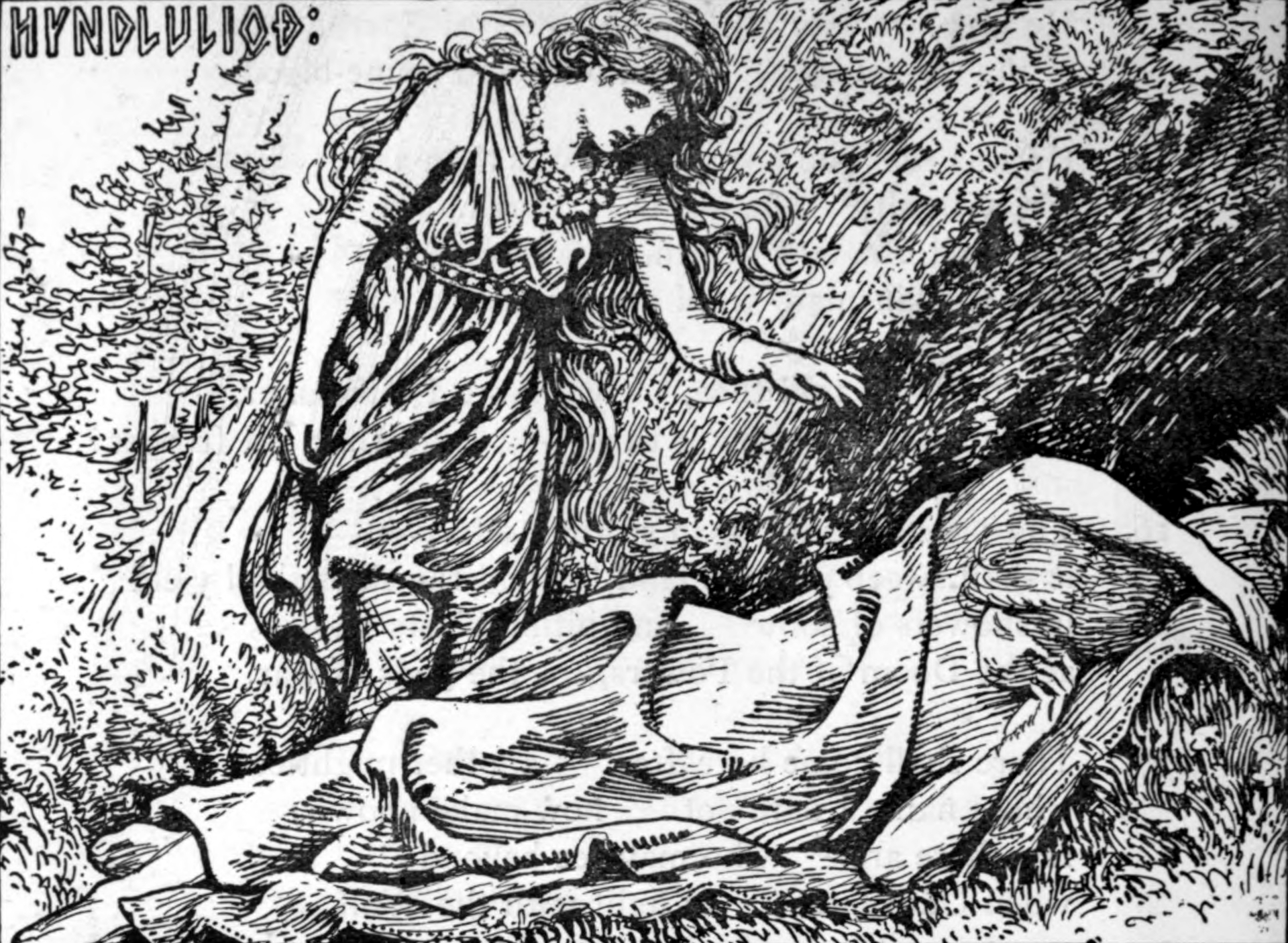
Freja väcker Hyndla. Teckning av W.G. Collingwood
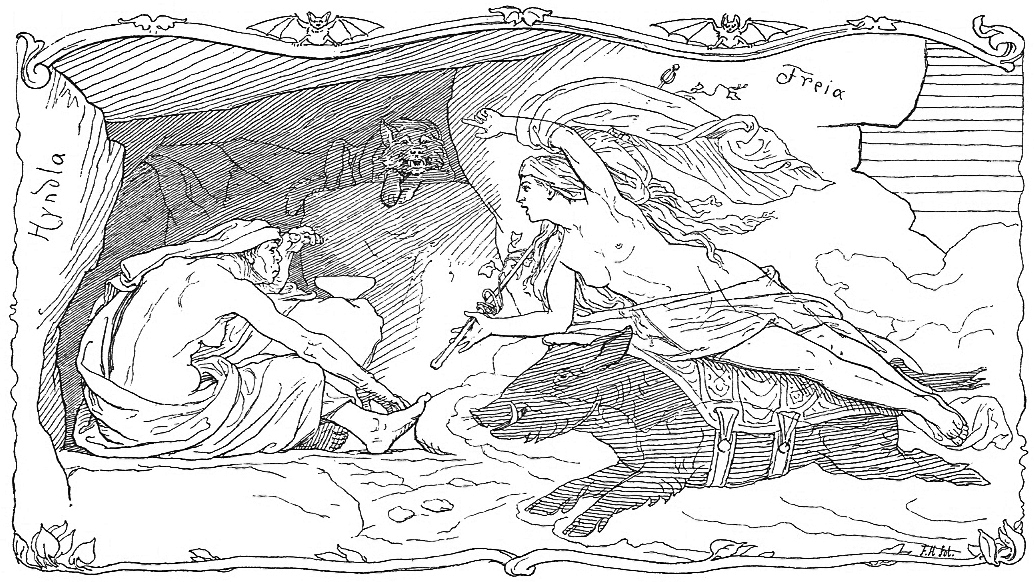
Hyndla och Freia. Teckning av Lorenz Frølich.
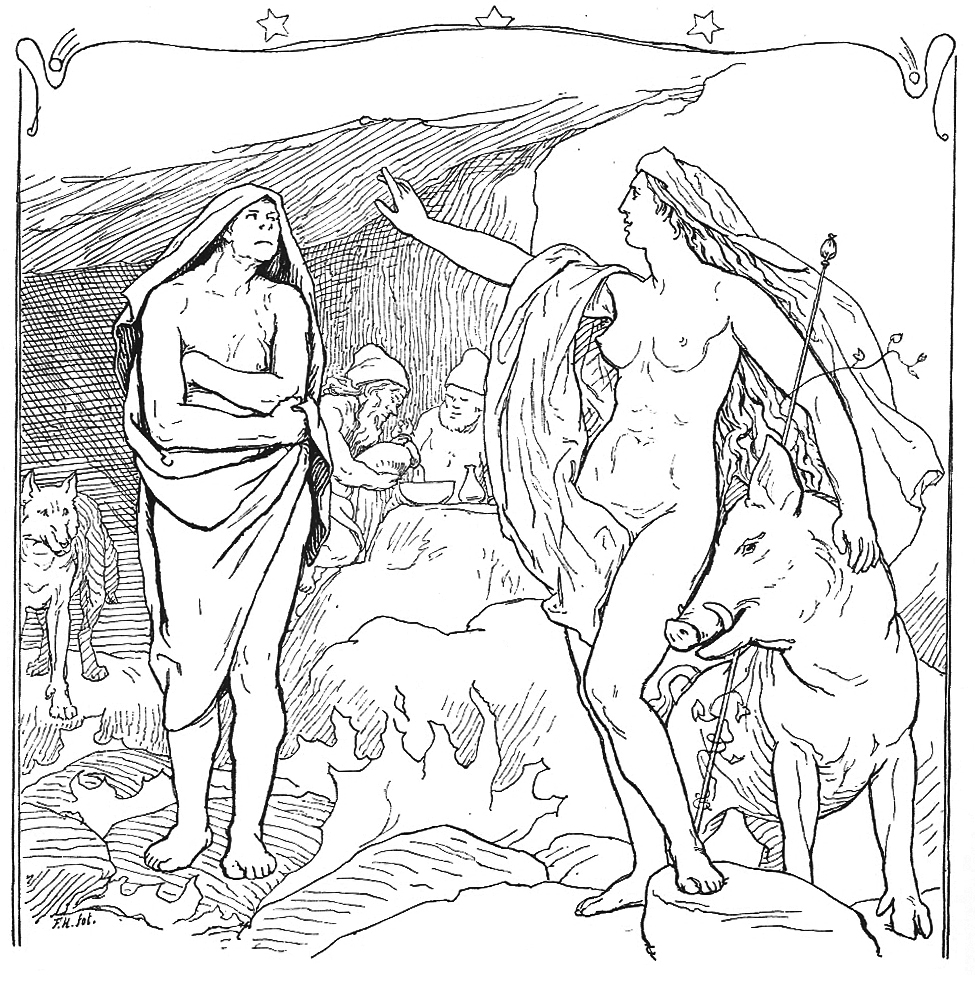
Freja gestikulerar till Hyndla. Teckning av Lorenz Frølich.